# 瀧本孝雄
瀧本 孝雄（滝本 孝雄（たきもと たかお）、1942年12月12日-　）は、日本の心理学者、カウンセラー、獨協大学名誉教授。
東京市（現千代田区）出身。1967年学習院大学文学部哲学科心理学コース卒業。1969年青山学院大学大学院文学研究科心理学修士課程修了。獨協大学教養部教授、外国語学部教授、国際教養学部教授、同カウンセリング・センター・カウンセラー。2013年定年、名誉教授。
投資家の瀧本哲史は息子。

## 著書
- 『カウンセラー志望者のための基本問題集』ブレーン出版 2000
- 『性格のタイプ 自己と他者を知るための11のタイプ論』サイエンス社 ライブラリパーソナリティ 2000
- 『カウンセリングへの招待』サイエンス社 2006
- 『性格心理学がとってもよくわかる本』東京書店 イラストで見る!やさしい心理学入門 2008
- 『自分で学べるカウンセリングノート』サイエンス社 2009
- 『キーワードカウンセリングと心理アセスメント 学習入門から実務ニーズまで』金子書房 2014

### 共編著
- 『入門色彩心理学』藤沢英昭共著 大日本図書 現代心理学ブックス 1977
- 『現代青年の心理と行動』共編著 福村出版 1984
- 『性格の心理』共編著 福村出版 1985
- 『講座人間関係の心理』全6巻 鈴木乙史共編 ブレーン出版 1986-88
- 『カウンセラーのためのガイダンス』鈴木乙史,林潔共編著 ブレーン出版 1997
- 『カウンセリングと心理テスト』鈴木乙史、林潔共著 ブレーン出版 1989
- 『言語聴覚士国家試験予想問題集』板倉徹,板倉登志子共著 ブレーン出版 2000
- 『現代カウンセリング事典』國分康孝監修 瀧本編集責任 井上勝也ほか編 金子書房 2001
- 『カウンセリング基本図書ガイドブック』坂本進共編著 ブレーン出版 2005
- 『ポスト3・11の子育てマニュアル 震災と放射能汚染、子どもたちは何を思うのか?』冨永良喜,小城英子,前川あさ美, 野口京子共著 講談社 2011

## 論文
- Cinii

## 注
1. ↑  『現代日本人名録』2002年
2. ↑  獨協大学